# Andrea Palini
Andrea Palini (ur. 16 czerwca 1989 w Gardone Val Trompia) – włoski kolarz szosowy.

## Najważniejsze osiągnięcia
2009
- 1. miejsce w Trofeo Citta' Di Brescia

2012
- 1. miejsce na 1. etapie Settimana Internazionale di Coppi e Bartali
- 2. miejsce w Tre Valli Varesine
- 2. miejsce w GP Industria Commercio Artigianato Carnaghese
- 4. miejsce w Wyścigu Solidarności i Olimpijczyków
- 4. miejsce w Memorial Marco Pantani
- 5. miejsce w Coppa Bernocchi

2013
- 1. miejsce na 2. etapie La Tropicale Amissa Bongo

2014
- 1. miejsce na 5. etapie Tour of Hainan

2015
- 1. miejsce na 1. i 2. etapie Tour of Hainan
- 1. miejsce na 4. etapie La Tropicale Amissa Bongo
- 2. miejsce w Tour of Taihu Lake
- 3. miejsce w Vuelta Ciclista a La Rioja
- 2. miejsce w Jelajah Malaysia
  - 1. miejsce na 4. etapie
- 2. miejsce w Sharjah Tour
  - 1. miejsce na 4. etapie
- 3. miejsce w Tour of Egypt
  - 1. miejsce na 2. i 4. etapie

2016
- 2. miejsce w La Tropicale Amissa Bongo
  - 1. miejsce na 1. i 2. etapie
- 1. miejsce na 2. etapie Tour de Langkawi
- 2. miejsce w UAE Cup

2017
- 1. miejsce w prologu Sibiu Cycling Tour
- 5. miejsce w Trofeo Matteotti